# Petrovec
Petrovec je naselje koje se nalazi u Sisačko-moslavačkoj županiji.

## Lokacija
Nalazi se u Općini Lekenik, na jugoistočnom kraju općine. Susjedna sela su: Žažina, Mala Gorica i Sela. Usto, Petrovec je granično selo općine Lekenik s gradom Petrinja i gradom Sisak.

## Geografija
Smješteno je na brežuljku, dosta pošumljeno, i bogato obradivim tlom.

## Stanovništvo
Ima oko 350 stanovnika, s tendencijom rasta stanovništva, deruralizacija.
| broj stanovnika | 27    | 78    | 66    | 85    | 116   | 136   | 143   | 168   | 214   | 220   | 246   | 278   | 282   | 306   | 303   | 334   | 356   |
|                 | 1857. | 1869. | 1880. | 1890. | 1900. | 1910. | 1921. | 1931. | 1948. | 1953. | 1961. | 1971. | 1981. | 1991. | 2001. | 2011. | 2021. |

## Udruge
U naselju djeluju dva športska kolektiva: Športska udruga "Stjepan Grgac" Petrovec i Nogometni klub Petrovec.